# Velîka Mociulka, Teplîk
Velîka Mociulka (în ucraineană Велика Мочулка) este localitatea de reședință a comunei Velîka Mociulka din raionul Teplîk, regiunea Vinnița, Ucraina.

## Demografie
Componența lingvistică a localității Velîka Mociulka
     Ucraineană (98,59%)
     Alte limbi (0,98%)
Conform recensământului din 2001, majoritatea populației localității Velîka Mociulka era vorbitoare de ucraineană (98,59%), existând în minoritate și vorbitori de alte limbi.